# Oeneis semidea
Oeneis semidea är en fjärilsart som beskrevs av Thomas Say 1828. Oeneis semidea ingår i släktet Oeneis och familjen praktfjärilar. Inga underarter finns listade i Catalogue of Life.